# 日高美子
日高 美子（ひだか よしこ、1957年5月22日 - ）は、TVドラマ、アニメ作品の主題歌などを担当した歌手。

## 来歴・人物
福岡県大牟田市出身。福岡県立大牟田南高校、福岡女子短期大学英文学部をへて、善隣書院中国語学校で、中国語を本格的に学ぶ。語学に堪能で、英、独、中を話す。
歌唱を徳山財貴に、クラシック・ギターを原荘介に師事。少女期は大牟田市のヤマハ音楽教室で学ぶ。中学時代、大牟田市の隣家に本田路津子一家が越して来た影響で、芸能界とフォークの世界にあこがれて、弾き語りを始める。福岡のフォーク登龍門喫茶「照和」でデビュー。福岡フォーク黄金期の時代で、長渕剛と同期で活動した。声質がフォークよりアニメ向きということで、日本コロムビア関係者にスカウトされ、日本コロムビア学芸部でアニメ歌手として活動。スポ根ドラマ、アニメ主題歌などを歌う。テレビドラマのギター吹き替えシーンなども担当した。
東京ディズニーランドオープン時において、マスコットガールに選ばれ、ミッキーマウスなどのキャラクターと共に全国宣伝ツアーを展開。
日本スケート連盟公認準指導員の資格を持っており、プリンスアイスワールドのアイスショーに一時参加して、滑りながら歌唱した。
日本コロムビア専属離脱後はフリーで活動。主にビクターエンタテインメントより子供ミュージカル、童謡などを録音。小山流津軽三味線名取、「小山峰月」（おやま ほうげつ）としても活動。
2011年4月3日、ドイツ、ビーレフェルト市の Rudolf Oetker Halle で、東日本大地震チャリティーコンサートに出演し、犠牲者への鎮魂と被災者を励ますため、ギター弾き語りによる「竹田の子守唄」、NHK「藍より青く」の主題歌「耳をすましてごらん」を歌唱した。

## ディスコグラフィ

### 日本コロムビア
- お元気ですかお父さん （作詞：八手三郎、作曲：京建輔）1979.2.1
  - テレビドラマ『燃えろアタック』（テレビ朝日）エンディングテーマ

- はじめての恋歌 （作詞：関根栄一 作曲：中村泰士）1979.12
  - テレビアニメ『円卓の騎士物語 燃えろアーサー』（フジテレビ）挿入歌

- やがて青春 （作詞：石ノ森章太郎 作曲：京建輔）1980.9.10
  - テレビドラマ『それゆけ!レッドビッキーズ』（テレビ朝日）オープニングテーマ

- 美しきアルテア （作詞：千家和也 作曲：小林亜星）1981.6
  - テレビアニメ『百獣王ゴライオン』（東京12チャンネル（現・テレビ東京））挿入歌

- ときめき志願 （作詞：海野洋司 作曲：穂口雄右）1981.7.1
  - テレビドラマ『それゆけ!レッドビッキーズ』（テレビ朝日）挿入歌

- ファーストラブはレモン色 （作詞：海野洋司 作曲：穂口雄右）1981.7.1
  - 同上

- やさしい歌 （作詞：保富康午 作曲：菊池俊輔）1981.7.25
  - テレビアニメ『タイガーマスク二世』（テレビ朝日）挿入歌

- ぼくボール （作詞：保富康午 作曲：タケカワユキヒデ）1982.4
  - 『ハウス子供傑作シリーズ』（テレビ朝日）オープニングテーマ

- 歩いてゆこう （作詞：保富康午 作曲：タケカワユキヒデ）1982.4
  - 同挿入歌

- ゴーグルVアクション （作詞：保富康午 作曲：渡辺宙明）1982.5.21
  - テレビドラマ『大戦隊ゴーグルファイブ』（テレビ朝日）挿入歌

- 花咲くゴーグルピンク （作詞：保富康午 作曲：渡辺宙明）1982.5.21
  - 同上

- めちゃんこRock'nRoll（作詞：大倉正丈、泉鬼角 作曲：大倉正丈）1982.7.1
  - こおろぎ'73とのユニット"ベターハーフ"名義
  - 映画『Dr.SLUMP ほよよ! 宇宙大冒険』挿入歌
  - 『Dr.スランプ アラレちゃん んちゃ!ペンギン村はハレのち晴れ』主題歌

- カジカジRock'n Roll
- ペンギン村はいつもお天気
- ペンギン村100℃でRock'n Roll
- セクシーティーチャー・ブギウギ
- あこがれのきのこさん
  - こおろぎ'73とのユニット"ベターハーフ"名義）1982.7.1
  - テレビアニメ『Dr.スランプ アラレちゃん』（フジテレビ）挿入歌
  - アルバム『Dr.スランプRock'n Roll Party』より

- ラブミーアイランド （作詞：丘灯至夫 作曲：森田公一）1982.8
  - テレビアニメ『十五少年漂流記』（フジテレビ）エンディングテーマ

### ビクターエンタテインメント
ミュージカル
- 「あかずきん」ー 「あかずきん」役
  - 脚本：安住哲郎 作曲・編曲：夏原あきみち
- 「かぐや姫」－「かぐや姫」役
  - 脚本：鈴木みゆき 作曲・編曲：神坂真理子
- 「うらしまたろう」ー「乙姫」役
  - 脚本：武久美穂 作曲：河本忠 編曲：夏原あきみち
- 「シンデレラ」ー「まま母」「母」「小鳥」役
  - 脚本：安住哲郎 作曲・編曲：夏原あきみち
- 「ももたろう」－「キジ」役
  - 脚本：大澤功一郎 作曲・編曲：神坂真理子

運動会
- 「虹色小旗のマーチ」
  - 作詞：山本恵美子 作曲・編曲：夏原あきみち
- 「ひまわりのパレード」
  - 作詞：安住哲郎 作曲・編曲：夏原あきみち
- 「人気絶頂!ドスコイ音頭」（囃子）
  - 作詞：平多武於 作曲：河本忠 編曲：夏原あきみち

おゆうぎ発表会
- 「そよ風のプレリュード」
  - 作詞：風戸強 作曲・編曲：夏原あきみち
- 「琉球の舞姫」
  - 作詞：安住哲郎 作曲・編曲：夏原あきみち
- 「キューピットのお花屋さん」
  - 作詞：大澤功一郎 作曲・編曲：神坂真理子
- 「花のメルヘン」
  - 作詞：平多文紀 作曲・編曲：神坂真理子
- 「ぴよぴよひよこのピーコちゃん」（コーラス）
  - 作詞：安住哲郎 作曲・編曲：神坂真理子

### その他
- TBS「モーニングEye」テーマソング 「二人の朝」（さとう宗幸とのデュエット）
- 南海放送「もぎたてテレビ」テーマソング 「季節ものがたり」
- 「千足屋靴店」CMソング
- 「ドッグフードわんぱく」CMソング（作曲、歌唱）
- 「日本の子守唄」より「ねんねこした子は」 「椎の山通れば」（日本音楽教育センター）
- 「英語でうたうメリークリスマス」より「Jingle Bells」 「Here Comes Santa Claus」（アポロン音楽工業）（ケイト・アダムス名義）
- 童謡 「メロンとこびと」 「パンジーとスイートピー」（日本コロムビア）
- アルバム「やさいくだもののうた」より「メロンとこびと」 「イエーイ・ピーマン」 「ぶどうだいすき」（日本コロムビア）
- 「光の速さでING」 「目覚めておくれ」（Dukport）
- 5枚組CDボックス、ヒーリング・ミュージック「Bon Voyage」制作担当（DENON）
- ドイツ、プロアイスホッケーチーム「DEG」サポートソング「Star Is Born Tonight」作詞作曲、歌唱
- 越水利江子出版100冊記念「君よ共に行こう」（忍剣花百姫伝・テーマソング）・ポプラ社　音楽・Jun Ohsugi／映像・東 洋平
- デビュー40周年記念アルバム｢音の風景画｣作詞、歌唱（Shinya ミュージック）2019.12.24